# Monticola (schimmels)
Monticola is een monotypisch geslacht van schimmels dat behoort tot de orde Capnodiales. De familie is nog niet zeker (Incertae sedis). Het geslacht bevat alleen Monticola elongata.